# Horodeczna (gmina)
Horodeczna (od 1936 Nowogródek) – dawna gmina wiejska istniejąca w latach 30. XX wieku w II Rzeczypospolitej, w woj. nowogródzkim (obecnie na Białorusi). Siedzibą władz gminy była Horodeczna (234 mieszk. w 1921 roku).
W okresie międzywojennym gmina Horodeczna należała do powiatu nowogródzkiego w woj. nowogródzkim. Gmina stanowiła obręcz wokół Nowogródka.
25 stycznia 1936 r. przeniesiono siedzibę gminy do Nowogródka, który stanowił odrębną gminę miejską.
3 lutego 1936 r. z obszaru gminy Horodeczna utworzono gminę Nowogródek.